# 陳德薰
陳德薰，又名陳德熏，湖北省漢陽府黃陂縣人，清朝政治人物。進士出身。
光緒二年（1876年），參加丙子恩科會試，得貢士第152名。殿試登進士3甲第28名。同年五月（6月3日），改庶吉士。光緒三年四月癸丑（1877年6月9日），翰林院散馆，著以六部部屬用。